# Karma: Incarnation 1
Pour les articles homonymes, voir Karma (homonymie).
Karma: Incarnation 1 est un jeu vidéo d'aventure en pointer-et-cliquer développé par AuraLab et édité par Other Kind Games, sorti en 2016 sur Windows et Mac.

## Accueil
- Adventure Gamers : 2,5/5[1]
- Canard PC : 5/10[2]